# Famille de Framecourt
 (juillet 2017).
La famille de Framecourt est une famille féodale française originaire d'Artois. Elle tire son nom du village de Framecourt (Pas-de-Calais), du comté de Saint Pol, dont ses membres étaient seigneurs au bas Moyen Âge. On trouve des seigneurs de Framecourt dès le XIe siècle. Cette famille n'est plus attachée au Ternois depuis le début du XVIe siècle.

## Origine
Le nom de cette famille apparait dans les actes au XIe siècle.
Sans pouvoir relier les différents porteurs du nom, on trouve :
- Jean de Framecourt est bienfaiteur de l'abbaye de Blangy en 1053[1].
- Acard de Framecourt, son fils, seigneur de Framecourt et Sains les Haulteclocque, chevalier, fonda en 1084 un prieuré de bénédictins qui dépendait de l'abbaye de Ham les Lillers[1]. Pour ce faire il vendit son manoir de Sains et le quart du village lui appartenant. Achard de Sains est cité (Achardus de Sanctis) comme témoin d'une donation bien antérieurement à 1156[2].
- Willaume de Framecourt, écuyer en 1319[3].

## Filiation
La filiation suivie commence en 1380 :
- Jean de Framecourt, seigneur de Framecourt[4], écuyer de la compagnie de messire Guillaume IV, châtelain de Beauvais lors de sa revue du 1er septembre 1380[5], marié avec Anne de Ricametz[4], dont :
  - Pierre de Framecourt, écuyer, seigneur de Framecourt. Marié à Ghislaine de Saint-Léger, dont : 
    - Robert de Framecourt, écuyer, seigneur de Framecourt[4], de Rebreuves achetée en 1425 à Marguerite de Monbertaut[6] et de Lespesse[7]. Il épouse vers 1380 Watière Lobegeois[4],[8], dame de Lespesse, dont :
      - Jean (ou Pierre) de Framecourt[7] dit Brunet[9], écuyer, seigneur de Rebreuves sur Canche (cité en 1441 et 1445 )[9] et de Lespesse, il fut bailli de Lillers[10]. Il épouse Marguerite de Boffles, dont :
        - Jean (Jehan) de Framecourt, chevalier, seigneur de Lespesse. On trouve la trace de Jehan de Framecourt, chevalier, seigneur de Lespesses, en 1471 dans une affaire juridique où il est héritier et ayant droit, à cause de sa femme, de Guillaume de le Fosse dit Mortreul. Il épouse Marguerite de la Fosse (fille de Guillaume) avec qui il a 5 enfants, 3 filles : Marie (épouse d'Adrien du Bois de Fiennes)[4], Jacquel(m)ine (épouse d'Hugues d'Occoches)[4],[11] et Marguerite (épouse de Jean de Vaux seigneur d'Hocquincourt)[12]) et 2 fils : Antoine « mort à marier » et Pierre religieux aux Jacobins de Lille[7] avec lesquels s'éteint cette branche. Le 6 septembre 1489 une saisine est délivrée par le bailli (d'Amiens?) Anthoine de Crèvecoeur pour l'achat d'un fief à Berguette par Jehan de Framecourt à Jehan de Lens seigneur de Rebecque et de Witte[13]
        - Allard de Framecourt, né en 1455[14], mort avant 1529, écuyer, seigneur d'Âmes et de Beaurepaire[7],[15], il épouse Pasques Paillet[4],[15] avec qui il a 2 filles : Pasques (épouse de François du Wez) et Jacqueline (épouse Jean d'Incourt). Cette branche est donc éteinte.

      - Regnault de Framecourt, seigneur de Framecourt et de Rebreuves[7]. En 1460 Il est propriétaire de la maison Le Perlicamp au 42 de la rue au lin à Amiens[16]. Il est cité dans des documents financiers de la ville de Doullens en 1470 et de la ville d'Amiens en 1478 où il est qualifié de gros personnage et privilégié[17]. Il épouse Gillette de Saint Fuscien[18],[4],[7] dont :
        - Antoine (Anthoine) de Framecourt, écuyer, seigneur de Framecourt[4]. Dans une lettre du 3 mars 1516 d'Anthoine de Saint Delys, lieutenant du baily d'Amiens, il est indiqué qu'Antoine de Framecourt fut condamné à une somme à cause de la rente de 3 fiefs[19].
          - Jean (Robert) de Framecourt (né vers 1445-1465), seigneur de Framecourt, épouse Jacqueline d'Incourt[4],[20]. Ils ont une fille : Gille(tte) de Framecourt épouse de Jean de Penel dit de Lalaing, seigneur de Warigny, par contrat du 26 février 1500 dans lequel son père est cité décédé. Le nom de cette lignée est donc éteint.
          - Guillaume de Framecourt (autre fils d'Antoine et de Catherine Sagnier qui fut sa tutrice). Il aurait hérité d'un fief situé à « Sainct Leger prez Sainct Thuin »[19]. En 1476, le chartrier de Coin le cite en tant qu'escuyer, seigneur de Rebreuve, en 1491 il possède encore cette terre[21]. En 1507, dans les coutumes locales du bailliage d'Amiens, il est cité comme noble homme seigneur de Rebroeuvres, (en 1516 Rebreuves passe à une autre famille). En 1529, il paie le dixième de ses revenus de fief noble pour la rançon de François Ier et le recouvrement de ses enfants[21]. Les descendants sont donc issus de cette branche.[réf. nécessaire]

## Porteurs du nom isolés
Dans différents relevés généalogiques, ouvrages, romans, revues et journaux on trouve des porteurs du nom « de Framecourt ». Certains, après recherches et recoupements, se sont avérés être des « de Tramecourt », grande famille d'Artois, originaires de Tramecourt, à côté d'Azincourt et géographiquement proche de Framecourt (tels que Louis de T., Denis de T., Marie Magdelene Josephe Alexandrine de T.). Figurent donc ci-dessous ceux dont ce rapprochement n'a pas été fait (au moment de la rédaction ou de la dernière mise à jour).
- Eulard de Framecourt, son nom figure sur la liste des nobles établie en 1488, il est situé à Béthune.
- Philippe de Framecourt, son nom figure sur la déclaration des fiefs et arrière fiefs du comté de Saint Pol 1473-1474.
- Pierre de Framecourt, son nom figure comme témoin sur un acte de jugement du 30 septembre 1336 (archives départementales de la Somme).
- Marc de Framecourt, son nom figure dans les coutumes locales du bailliage d'Amiens rédigées en 1507 où il est cité escuier seigneur de Beaurepair âgé de LXII ans.
- Porrus de Framecourt, dans la référence précédente est cité escuier seigneur de Lespesse âgé de XXIX ans.
- Raoul de Framecourt, son nom figure dans les Mémoires historiques sur les Templiers de 1805, et dans la Revue de l'Orient latin de 1897, comme chevalier séculier ayant été reçu par le grand maître à Paris lors d'un chapitre général en présence d'environ 200 frères vers 1295. Il s'agit plus certainement de Raoul de Framicourt, fils de Raoul de Framicourt et de Marie de Cantegnies, qui est cité vers Amiens en 1251 et 1292.

## Héraldique
- Armes primitives : De gueules au chef d'argent
- Armes modernes : Au XIVe siècle Pierre de Framecourt écartèle les armes de sa famille avec celle de la famille de Ricametz dont est issu sa mère de créant les armes actuelles qui sont Écartelé, aux 1 et 4, de gueules, au chef d'argent (qui est de Framecourt), aux 2 et 3, de gueules, à trois coquilles d'or (qui est de Ricamez)[22].

On pouvait voir ces armoiries sur un vitrail de l'église d'Anvin et dans celle d'Hocquincourt.
- Devise : Virtus et nobilitas (Vertu et noblesse)[23]
- Supports : Deux lions d'or[10]
- Cimier : Un arbre[Lequel ?]